# Усобиця
Усо́биця або міжусо́биця — незлагода, внутрішній розбрат, війна між якими-небудь суспільними групами або особами в державі (переважно у феодальній), у окремих випадках відноситься до кровної помсти, вендетти, суперечки, кланової війни, війни банд або приватної війни, це давня суперечка або боротьба, часто між соціальними групами людей, особливо сім'ями або родами. Усобиці розпочинаються через сприйняття однією зі сторін (коректно або ні) себе, як такою що зазнала нападу, образи чи кривди від іншої. Сильне почуття образи спричиняє початкову відплату, що спричиняє у іншої сторони тотожне почуття скривдженості та мстивості. Суперечка постійно підживлюється довготривалим циклом обопільного насильства. Цей безперервний цикл провокацій і помсти робить надзвичайно важким припинення усобиці мирним шляхом. До усобиць часто залучаються члени сімей початкових сторін та/або пов'язані із ними, і таким чином вони можуть продовжуватись протягом поколінь та вилитись у екстремальні акти насильства. Вони можуть тлумачитися як крайнє розростання соціальних відносин, заснованих на честі сім'ї.
До початку раннього нового періоду, усобиці вважалися законними правовими інструментами і певною мірою регулювалися. Наприклад, сербська культура називає це серб. krvna osveta, що означає «кровна помста», яка мала негласні, але дуже важливі правила. У племінних суспільствах, кровна помста, в поєднанні з практикою кривавого багатства, функціонувала як ефективна форма громадського контролю задля обмеження і припинення конфліктів між окремими особами і групами, які пов'язані родичівством, що було описано у статті «Мир в усобиці» (англ. The Peace in the Feud) антропологом Максом Глакманом у 1955 році.